# Halopterididae
Halopterididae is een familie van neteldieren uit de klasse van de hydroïdpoliepen (Hydrozoa). Deze familie werd in 1962 voor het eerst wetenschappelijk beschreven door Millard.

## Geslachten
- Anarthroclada Naumov, 1955
- Antennella Allman, 1877
- Antennellopsis Jäderholm, 1896
- Astrolabia Naumov, 1955
- Calvinia Nutting, 1900
- Cladoplumaria Ansin Agis, Ramil & Vervoort, 2004
- Corhiza Millard, 1962
- Diplopteroides Peña Cantero & Vervoort, 1999
- Gattya Allman, 1885
- Halopteris Allman, 1877
- Monostaechas Allman, 1877
- Monostaechoides Gil & Ramil, 2021
- Nuditheca Nutting, 1900
- Pentatheca Naumov, 1955
- Polyplumaria Sars, 1874
- Thamnopteros Galea, 2020